# De Man met de Hamer
De Man met de Hamer was een Nederlands televisieprogramma dat werd uitgezonden door BNN. In dit programma werd er gekeken welke BN'er het meest over had voor het goede doel (Serious Request 2011). De presentator van het programma was Ruben Nicolai. Hij besliste, als 'de man met de hamer' (veilingmeester), welk bod werd aangenomen.
Dit programma dient niet te worden verward met de gelijknamige serie die sinds 15 september 2013 te zien is op RTL 4.

## Seizoen 1
In elke aflevering was vaste gaste Nicolette Kluijver te zien.
Aflevering 1: Arie Koomen, Britt Dekker (duo), Dean Saunders, Do, Eddy Zoëy, Edo Brunner, Horace Cohen, Thomas Berge, Nicolette Kluijver, Vieze Fur en Ymke Wieringa (duo)
Aflevering 2: Britt Dekker (duo), Eddy Zoëy, Edo Brunner, Horace Cohen, Nicolette Kluijver, Pepijn Lanen, Robin uit Weert, Ruud Feltkamp, Sanne Vogel, Sterretje en Ymke Wieringa (duo)
Aflevering 3: Dennis Weening, Esmée van Kampen, Fajah Lourens, Geert Hoes, Jody Bernal, Kaboutertje (duo), Nicolette Kluijver, Nikkie Plessen, Sterretje (duo), Vincent Bijlo en Wilko Terwijn
Aflevering 4: Anouk Smulders, Arijan van Bavel, Dre Hazes (duo), Fajah Lourens, Jody Bernal, Kleine Viezerik, Nicolette Kluijver, Roxeanne Hazes (duo), Sander Lantinga, Steyn de Leeuwe en Sylvia Geersen
Aflevering 5: Arie Koomen, Bridget Maasland, Geert Hoes, Horace Cohen, Kleine Viezerik, Mimoun Ouled Radi, Nadia Poeschmann (duo), Nicolette Kluijver, Patrick Stoof, Sterretje en Tess Milne (duo)
Aflevering 6: Horace Cohen, Los Angeles: The Voices, Nadia Poeschmann (duo), Nicolette Kluijver, Remy Bonjasky, Sander Janson, Sander Lantinga, Tess Milne (duo) en Tygo Gernandt
3 op Reis ·
Afkicken ·
De allerslechtste echtgenoot van Nederland ·
Atletico Ananas ·
AVRO's Sterrenslag ·
Baby te huur ·
De Badgasten ·
De beste ·
Bitches ·
Bloed, Zweet en Luxeproblemen ·
Break Free · 
Cash Cab ·
Comedy Live ·
Costa! ·
Crazy 88 ·
Dennis en Valerio vs de rest ·
Dennis vs Valerio ·
Doe Maar Normaal ·
Egoland ·
Feuten ·
Finals ·
Floortje en de ambassadeurs · 
Floortje naar het einde van de wereld ·
Get Smarter in a Week ·
Golden Oldies ·
De Grote Donorshow ·
Hey DJ ·
Je zal het maar hebben ·
Je zal het maar zijn ·
Kannibalen ·
Katja vs Bridget ·
Katja vs De Rest ·
Kebab TV ·
De Klimaatpolitie ·
Lama gezocht ·
De Lama's ·
Lijst 0 ·
Loverboys ·
MaDiWoDoVrijdagshow ·
De Man met de Hamer ·
Mystery Party ·
De Nationale Eettest ·
De Nationale IQ Test ·
Neuken doe je zo! ·
De Nieuwste Show ·
Nu we er toch zijn ·
Onderweg naar Morgen ·
Over Mijn Lijk ·
Ranking the Stars ·
Rat van Fortuin ·
Ruben vs Geraldine ·
Ruben vs Katja ·
Ruben vs Sophie ·
Het schnitzelparadijs ·
De School ·
De slechtste chauffeur van Nederland ·
Sluipschutters ·
Smeris ·
De Social Club ·
Spuiten en Slikken ·
De Stalkshow ·
StartUp ·
Sterretje Gezocht ·
Stop in the Name of Love ·
Tessa ·
Tequila ·
Top of the Pops ·
Try Before You Die ·
Van God Los ·
Vier handen op één buik ·
VOC ·
Vrijdag op Maandag ·
Waar kan ik je 's nachts voor wakker maken? ·
Walhalla ·
Weg met BNN ·
De Zeven Zeeën